# Санси (бриллиант)
«Санси» — бледно-жёлтый бриллиант каплевидной формы весом 55,23 карата (11,046 грамма), судя по огранке — индийского происхождения. Один из легендарных драгоценных камней в истории Европы.

## Легендарное происхождение
В книге Рустема Валаева «Алмаз — камень хрупкий» приводится легенда о происхождении бриллианта «Санси».
По мнению автора, камень был найден в 1064 году в Восточной Индии купцом по имени Джагаттунга. До шлифовки алмаз весил сто один с четвертью карата. В Ахмеднагаре купец обменял камень у султана, которого звали Вира Раджендра, на двух молодых слонов, двенадцать необъезженных верблюдов и восемьдесят золотых монет. Вскоре на престол взошёл Адхираджендра, и все драгоценности рода, в том числе и алмаз, перешли к нему. Затем камень попал в династию Гулямов и, наконец, через несколько поколений очутился у Кутб-уд-дина — строителя делийского Кутб-Минара. Вскоре камень исчез из казны султана. В хищении подозревался великий визирь. В 1325 году султан Мухаммед из династии Туглаков купил этот камень за большую сумму у неизвестного иноземного купца. Далее следы алмаза теряются. Известно только, что из Индии он был вывезен.
В 1473 году камень оказывается у Карла Смелого. В 1475 году по его поручению фламандский шлифовальщик камней Людвиг Ван-Беркен обработал камень. В результате алмаз потерял в весе сорок восемь каратов и получил двойную огранку с тридцатью двумя гранями. После гибели Карла Смелого в сражении у Нанси бриллиант оказался у португальского короля Афонсу Африканца, который продал его неустановленному лицу.

## История камня
Согласно историческим данным, к 1570-м годам, когда бриллианты стали входить в моду среди европейской аристократии, Николя де Санси, французский поверенный в Константинополе, чьё имя камень получил впоследствии, приобрел его у одного турецкого ювелира.
Блистательная карьера, которую Санси сделал впоследствии, многими приписывалась благотворному влиянию бриллианта. Так, благосклонность короля Генриха III он приобрёл, одолжив последнему камень для украшения берета, которым молодящийся Генрих стремился прикрыть проплешину на затылке. А Генриху IV камень пригодился для финансирования военных действий.
Как гласит предание, нарочный, который был призван доставить камень королю, пропал по дороге во дворец. Когда его хотели объявить в розыск, Санси, убежденный в невиновности своего слуги, провёл собственное расследование и разыскал труп нарочного. Выяснилось, что по дороге во дворец на него напали грабители. Санси настоял, чтобы тело верного слуги подверглось вскрытию — и в его желудке был обнаружен бриллиант: верный слуга проглотил бриллиант при опасности.
Около 1605 года Санси — тогда уже ставший первым министром Франции — продал бриллиант в кредит английскому королю Якову I. Считается, что тогда-то он и приобрел своё нынешнее имя. В составленном в 1605 году каталоге драгоценностей Тауэра камень фигурирует как «великолепный бриллиант, огранённый, куплен у Санси».
Бриллиант Санси оставался в Англии на протяжении полувека, пока изгнанные из страны Стюарты не продали его по сходной цене (как предполагают, за 25 000 фунтов) кардиналу Мазарини, который завещал его Людовику XIV. В распоряжении Бурбонов камень находился до Великой Французской революции. В это время королевская казна подверглась разграблению, и среди пропавших сокровищ числились «Голубой француз», алмаз Регента и алмаз Санси.
Дальнейшая судьба камня окутана тайной вплоть до 1828 года, когда его приобрёл за 80 000 фунтов Павел Демидов. Судьба бриллианта в России обыгрывается Анатолием Рыбаковым в романе «Бронзовая птица». В 1865 году Демидовы перепродали алмаз за 100 000 фунтов стерлингов индийскому предпринимателю и меценату Джиджибою Джамсетджи, который на следующий год реализовал его неизвестному покупателю. В 1867 году алмаз Санси был впервые выставлен для всеобщего обозрения на Всемирной выставке в Париже. Согласно ценнику, его стоимость оценивалась владельцем в миллион франков. После этого о камне ничего не было слышно на протяжении сорока лет.

В 1906 году бриллиант Санси появляется в собрании американского промышленника Уильяма Уолдорфа Астора. Прославленное семейство Асторов оставалось обладателем реликвии в течение 72 лет, пока четвёртый лорд Астор не продал камень Лувру за один миллион долларов. Это случилось в 1978 году, и с тех пор знаменитый бриллиант можно видеть в галерее Аполлона в Лувре.